# Tchihatchewia isatidea
Tchihatchewia isatidea là một loài thực vật có hoa trong họ Cải. Loài này được Boiss. miêu tả khoa học đầu tiên năm 1860.